# Louis-Augustin de Montecler
Louis-Augustin de Montecler, dit le « chevalier de la Rongère » puis le « comte de Montecler », né le 14 septembre 1727 au château de la Rongère à Saint-Sulpice et mort le 25 mars 1784 à Quimper[réf. nécessaire], est un officier de marine et aristocrate français du XVIIIe siècle. Il sert dans la Marine royale française pendant la guerre d'indépendance des États-Unis. Grièvement blessé à la bataille de la baie de Chesapeake (septembre 1781), il rentre en France où il meurt quelques années plus tard de ses blessures.

## Biographie

### Origines et famille
Louis-Augustin de Montecler descend de la famille de Montecler, une famille de la noblesse angevine, originaire du diocèse de Mans, propriétaire du château de Montecler depuis 1658. Sa devise était : Magnus inter pares.
Il est le quatrième fils de Joseph François de Montecler, cinquième marquis de Montecler (1694-1766) et de Hyacinthe de Menon de Turbilly, marquise de la Rongère (morte le 1er mai 1742), fille de Francois Henri de Menon, comte de Turbilly et d'Henriette Antoinette de Quatrebarbes, marquise de la Rongère. Ses parents se marient en 1716. De ce mariage naissent cinq fils et deux filles :
- Hyacinthe-François-Georges de Montecler, né le 7 mai 1719 à Châtres-la-Forêt et mort le 5 octobre 1764 à Saint-Sulpice (Mayenne), maréchal de camp et chevalier de Saint-Louis ;
- Joseph-François Georges de Montecler, né le 2 novembre 1723, dit l'« Abbé de Montecler », Grand vicaire d'Angers ;
- Henri-François de Montecler, né le 19 octobre 1724 à Saint-Christophe-du-Luat, capitaine dans le régiment de Bauffremont Dragons, puis en 1763 colonel d'un régiment de Dragons de son nom.
- Louis-Augustin de Montecler ;
- Charlotte Hyacinthe Claudine Josèphe de Monteclerc, née le 9 septembre 1728 à Saint-Christophe-du-Luat, mariée, en 1750, à Louis-André de Lantivy ;
- Charlotte Susanne de Montecler, née le 5 avril 1730 ;
- Jean-Gaspard de Montecler, né en mars 1733, dit l'« Abbé de la Rongère »

### Carrière dans la marine du roi

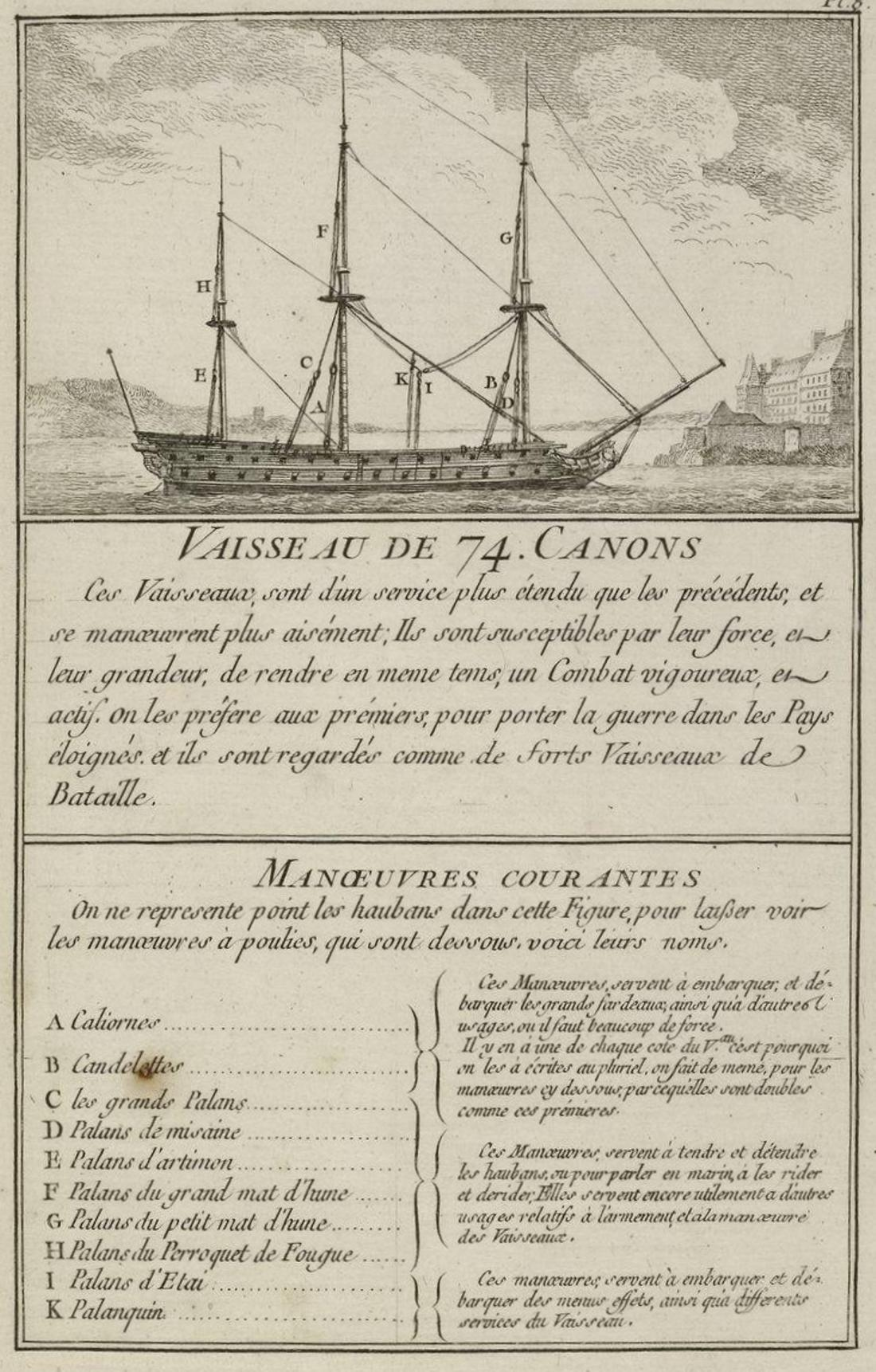
Profil d'un vaisseau du même type que le.

Comme beaucoup de fils cadets de famille noble, Louis-Augustin de Montecler a le choix entre le service de l'Église et la carrière des armes. Il entre dans la marine du roi en tant que garde de la Marine à Rochefort. À la fin de l'année 1766, il est officier en second à bord de la frégate L'Hirondelle qui est envoyée croiser le long des côtes de l'Afrique. L'Hirondelle quitte Brest le 9 avril 1767 et fait une première escale à Lisbonne, puis elle s'arrête deux jours à Cadix avant de rejoindre les côtes marocaines. À la suite de l'affaire de Larache des pourparlers avaient été entamés avec les autorités marocaines et la frégate française était chargée d'apporter son courrier au comte de Breugnon, l'ambassadeur de France.
Il combat pendant la guerre d'indépendance des États-Unis du 10 février 1781 au 4 septembre 1782, où il commande le vaisseau le Diadème, de 74 canons. Le 29 avril 1781, il est à la bataille de Fort-Royal contre la flotte britannique de l'amiral Hood. Il prend part à la bataille de la baie de Chesapeake livrée le 4 septembre 1781 par la flotte française, placée sous les ordres du comte de Grasse contre les vaisseaux britanniques de l'amiral Graves près du cap Henry, sur la côte d'Amérique. La bataille du cap Henry est un succès pour le pavillon français mais le comte de Monteclerc est grièvement blessé au cours du combat. Il prend tout de même part quelques mois plus tard à la Bataille des Saintes, le 12 avril 1782. Cette fois-ci l'issue de la bataille est moins favorable à la flotte française et un conseil de guerre est réuni le 3 janvier 1783, pour prononcer son jugement sur tous les officiers qui avaient pris part à l'affaire. Le conseil de guerre décharge de toute accusation la mémoire de Louis-Augustin de Montecler.
Promu brigadier des armées navales puis directeur du port de Brest à son retour en France, Louis-Augustin de Montecler meurt — avant la fin de l'instruction du conseil de guerre — le 25 mars 1784, des suites de ses blessures reçues en septembre 1781 à la bataille de la baie de Chesapeake. La cérémonie a lieu en l'église Saint-Mathieu à Quimper, en présence de nombreux officiers supérieurs dont son beau-père, François-Joseph de Rosily-Méros et François Hector d'Albert de Rions.

## Mariage et descendance
Le 14 janvier 1772, il épouse Josèphe-Jeanne de Rosily, fille du chef d'escadre le comte de Rosily-Méros, dans la chapelle du château de Keranflec’h à Milizac. De cette union naît :
- Louis-Henri-Marie de Montecler, né le 15 décembre 1774, exécuté à Brest le 10 février 1794.

### Sources et bibliographie
- Michel Vergé-Franceschi (dir.), Dictionnaire d'Histoire maritime, Paris, éditions Robert Laffont, coll. « Bouquins », 2002, 1508 p. (ISBN 2-221-08751-8 et 2-221-09744-0)
- Jean Meyer et Martine Acerra, Histoire de la marine française : des origines à nos jours, Rennes, éditions Ouest-France, 1994, 428 p. (ISBN 2-7373-1129-2)
- Rémi Monaque, Une histoire de la marine de guerre française, Paris, éditions Perrin, 2016, 526 p. (ISBN 978-2-262-03715-4)
- Étienne Taillemite, Dictionnaire des marins français (nouvelle édition revue et augmentée), Paris, éditions Tallandier, 2002, 573 p. (ISBN 2-84734-008-4)
- Louis Marie Henri Guiller, Recherches sur Changé-les-Laval, tome 1, - .
- François-Augustin Gérault, Mémorial de la Mayenne, vol. 2 (lire en ligne), « Notice sur la famille, et le château de Montecler »
- Jean-François d'Hozier, L'impôt du sang, ou La noblesse de France sur les champs de bataille, t. 2, partie 2, Paris, au Cabinet historique, 1874-1881 (lire en ligne), p. 305-306
- Jean Cornuault, Un panorama de la Marine, de Louis XV à Charles X, en passant par la Révolution et l'Empire, par un témoin essentiel, l'amiral François de Rosily-Mesros, officier de marine de 1762 à 1826, Éditions L'Harmattan, 2008, 319 p.
- Collectif, Bulletin historique et scientifique de l'Auvergne, vol. 79-80, Académie des sciences, belles-lettres et arts de Clermont-Ferrand, 1959 (lire en ligne), p. 84 et suiv.
- Onésime Troude, Batailles navales de la France, t. 2, Paris, Challamel aîné, 1867, 469 p. (lire en ligne)
- Georges Lacour-Gayet, La marine militaire de France sous le règne de Louis XVI, Paris, éditions Honoré Champion, 1905 (lire en ligne)